# Гайдамака Христина Анатоліївна
Христина Анатоліївна Гайдама́ка (нар. 27 травня 1969, Київ) — український дизайнер і живописець; член Спілки художників України з 1996 року.

## Біографія
Народилася 27 травня 1969 року в місті Києві (нині Україна). Дочка художників Анатолія Гайдамаки та Лариси Міщенко. Закінчила Київську художню середню школу імені Тараса Шевченка; у 1989 році — Київський художньо-промисловий технікум.
Протягом 1991—1996 років працювала на Київському монументально-декоративному комбінаті; з 1997 року — дизайнер малого підприємства творчого об'єднання «Погляд» Київської організації Спілки художників України; з 1998 року — арт-директор низки поліграфічних фірм та архітектурного бюро.
Мешкала в Києві в будинку на бульварі Лесі Українки, № 5А та у будинку на вулиці Ентузіастів, № 3.

## Творчість
Працює у галузях станкового живопису, графіки та дизайну. Серед робіт:
- живопис: «Соняшники», «Натюрморт» (обидва — 1990), «День і ніч», «Осінній сон», «Пори року» (усі — 1991), «Червона калина» (1992), «Дзвони» (1993);
- інтер'єр дизайн-студії італійських та іспанських меблів у Києві (розпис стін, 1998), дизайн інтер'єру ресторану «Ати-бати» (Київ, 2004).

У 2016 році заснувала свій власний бренд — Art&Design by Kristina Gaidamaka та створює вишукані арт-об'єкти для інтер'єру: картини на шовку, штори-панно на відбірних тканинах, оригінальні килими з натуральної вовни, витончені торшери.
Бере участь у всеукраїнських та міжнародних мистецьких виставках з 1988 року. Персональні виставки відбулися у Києві у 1991 році, Скоп'є у 1992 році, Ліоні у 1993 році.